# Puxian Wannu

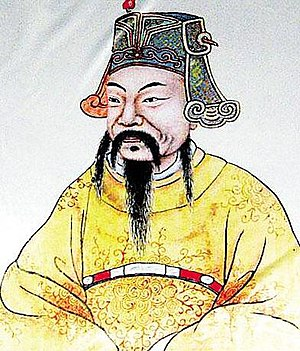
Dibuix de Puxian Wannu.

Puxian Wannu (蒲鮮萬奴) fou un dinasta jurchen que va establir una petita sobirania al segle xiii.
Va servir a la dinastia Jin (jurchen) durant la lluita contra els mongols (que va durar del 1211 al 1234). Genguis Kan es presentava com el venjador dels seus parents, els oncles Oqin-barqaq i Ambagaï, però també dels antics sobirans kitan, i aquests van abraçar amb entusiasme el partit mongol. Un dels prínceps kitan, Ye-li Liu-ko (moderna transcripció Yelü Liuge, xinès 耶律留哥), de l'antic clan reial de Ye-liu, es va revoltar el 1212 a favor de Genguis Kan a la regió del Leao-ho al sud-oest de Manxúria, zona d'origen dels kitan, i va fer jurament de fidelitat al gran kan, i aquest li va enviar un exèrcit de socors dirigida pel noble (noyan) Djebé. El gener de 1213 Djebe i Liu-ko van ocupar Leao-yang (moderna transcripció Liaodong) als Jin i el príncep es va instal·lar als antics dominis dels seus ancestres com a rei de Leao sota sobirania del gran kan. El rei Jin va enviar a la zona a Puxian Wannu (1214) però fou derrotat a Kaiyuan. Llavors Puxian Wannu es va revoltar contra els Jin i va fundar el regne normalment anomenat Dazhen (大眞) a Dongjing (Liaoyang) el 1215. Va agafar el títol de tianwang (天王, Rei Celestial) i va establir l'era de Tiantai (天泰).
Degut a les lluites amb els Jin, Ye-li Liu-ko (Yelü Liuge) fou expulsat del reu regne i va haver de demanar ajut a Genguis Kan. Els jurchen foren rebutjats i es van refugiar a Corea sense permís. Puxian Wannu es va sotmetre al general Muqali i va enviar el seu fill Tege (帖哥, 鐵哥 Tie Ge) com a ostatge (fins al 1216).
Poc després del 1216 es va revoltar i quan l'exèrcit mongol va avançar va fugir a una illa. Els mongols van envair Liaoxi i Liaodong. El 1217 es va traslladar cap a Dongjing a la conca del riu Tumànnaia i va reconstituir el seu regne, ara anomenat Dongxia (東夏), amb capital a Yanji que va anomenar Nanjing (南京 capital del sud); el seu domini anava al nord de les muntanyes Laoyeling, al sud de Hamgyŏngnamdo, Corea del Nord, a l'est de la mar del Japó i oest de les muntanyes Zhangguangcailing, és a dir a la zona de frontera entre Xina, Corea del Nord i Rússia.
El nom del regne és dubtós. Els documents xinesos l'esmenten com Dongxia però Corea l'anomenava Dongzhen (東眞). Yanai Wataru pensa que 夏 fou un malentès de 眞. Ikeuchi Hiroshi pensa que Dongzhen fou una forma abreviada de Dong Nüzhen 東女眞 (Jurchen Orientals) i fou un nom convencional.
Probablement es va sotmetre als mongols vers el 1218 i en aquest any va envair Corea junt amb l'exèrcit mongol, però l'exèrcit mongol es va retirar després de restablir bones relacions. El tribut pagat per Corea fou recaptat per oficials de Dongxia i mongols. El 1222 es va revoltar mentre Genguis Kan estava absent; va envair Corea (que no li permetia obrir un assentament comercial a la frontera.
El 1233 l'exèrcit mongol dirigit per Guyuk, fill d'Ogodei, va atacar el regne i va capturar a Puxian Wannu, posant fi al regne.